# Jeanne d'Arc (R97)
O Jeanne d'Arc é um cruzador porta-helicópteros da Marinha Nacional Francesa. Foi construído pelo Arsenal de Brest de 1959 a 1961, o seu lançamento ao mar foi a 30 de setembro de 1961 e serviu a Marinha Nacional até ser retirado do serviço em 2014.